# أهجوك (كرند)
أهجوك (بالفارسية: اهجوک) هي مستوطنة تقع في إيران في Korond Rural District. يقدر عدد سكانها بـ 17 نسمة .